# Johann Gailer
Johann Gailer (* 22. Juli 1865 in Drobollach; † 2. September 1927 ebenda) war ein österreichischer Landwirt und Politiker.

## Leben
Gailer war der Sohn des Landwirt und Besitzers der Egnerhube Johann Gailer (* 13. Januar 1831; † 13. November 1880) und dessen Ehefrau Katharina geborene Wister (* 1. Mai 1838; † 1. April 1907) Er war römisch-katholisch und heiratete am 23. Mai 1887 Maria Kofler (* 27. März 1862; † 20. Januar 1922). Aus der Ehe gingen neun Söhne hervor, von denen sieben jung starben, sowie sechs Töchter, von denen vier jung starben.
Gailer besuchte die Volksschule in Drobollach und lebte dort als Landwirt. Er war Obmann des landwirtschaftlichen Bezirksverbandes Villach und der Raiffeisenkassa sowie Mitglied des Bezirksschulrates Villach.
Gailer war Bürgermeister der Gemeinde Maria Gail (heute Gemeinde Villach).
Vom 21. September 1909 bis zum 20. September 1915 war er Abgeordneter im Kärntner Landtag. Im Landtag war er Mitglied des volkswirtschaftlichen Ausschusses und gehörte dem Klub deutsch-liberaler Slowene an. Vom 12. November 1918 (Nachfolge an Stelle des erkrankten Ignaz Breitegger) bis zum 4. Juli 1921 war er Abgeordneter der Provisorischen Landesversammlung und dort Mitglied des Wirtschaftsausschusses.